# Władysław Medyński
Władysław Napoleon Medyński vel Wolf Finkelstein (ur. 2 sierpnia 1892 w Chmielniku, zm. 22 lutego 1942 w Crikvenicy) – polski lekarz psychiatra, doktor medycyny i filozofii, kapitan lekarz rezerwy Wojska Polskiego.

## Życiorys
Urodził się w rodzinie Władysława, lekarza, i Salomei Lerner. Po ukończeniu gimnazjum w Częstochowie w 1912 roku podjął studia medyczne i filozoficzne na Uniwersytecie Jagiellońskim, zakończone uzyskaniem dyplomu doktora wszechnauk lekarskich w 1919 roku i absolutorium z filozofii. 
We wrześniu 1914 roku wstąpił do Legionów Polskich. Służył jako asystent lekarza w szpitalu w Częstochowie oraz w szpitalach legionowych w Morawskiej Ostrawie, Wędryni i w Kętach. Następnie pełnił służbę w Batalionie Uzupełniającym Nr I i w 4 pułku piechoty . 7 czerwca 1916 roku został mianowany podporucznikiem lekarzem. Po kryzysie przysięgowym służył w Żandarmerii Polskiego Korpusu Posiłkowego . 
W 1922 roku został przeniesiony do rezerwy, a jego oddziałem macierzystym w rezerwie była Kompania Zapasowa Sanitarna Nr V. Został zweryfikowany w stopniu kapitana ze starszeństwem z 1 czerwca 1919 roku w korpusie oficerów sanitarnych, grupa lekarzy. W następnych latach posiadał przydział w rezerwie do 8 Batalionu Sanitarnego w Toruniu. W 1934 roku pozostawał w ewidencji Powiatowej Komendy Uzupełnień Kraków Miasto. Posiadał przydział do Kadry Zapasowej 8 Szpitala Okręgowego.
W latach 1922–1924 pracował w Szpitalu św. Łazarza. Od 1924 do 1930 roku związany z kliniką neurologiczno-psychiatryczną Jana Piltza. Był kierownikiem oddziału i ambulatorium dla dzieci nerwowych.
We wrześniu 1939 przekroczył granicę i w 1940 roku przez Węgry dotarł do Jugosławii, gdzie brał udział w ruchu oporu i służył pomocą lekarską uchodźcom. Jako kurier jeździł między Zagrzebiem a Budapesztem. W 1941 został aresztowany przez ustaszy, zmarł na zawał serca w szpitalu w Crikvenicy.
Należał do Polskiego Towarzystwa Psychiatrycznego.
Żonaty z Barbarą Żmigród, mieli córkę Lucynę (1920).

## Ordery i odznaczenia
- Krzyż Niepodległości - 16 marca 1937 roku „za pracę w dziele odzyskania niepodległości”[9]
- Złoty Krzyż Zasługi „za zasługi w pracy społecznej”

## Wybrane prace
- O leczeniu elektrycznością. Kraków: Okręgowy Związek Kas Chorych, 1925
- Psychologja pracy. Polska Gazeta Lekarska 20, 1937